# Coupe des vainqueurs de coupe masculine de volley-ball 1985-1986
Navigation
Édition précédente Édition suivante
La coupe d'Europe des vainqueurs de coupe de volley-ball masculin 1985-1986 est la 14e édition de la Coupe des vainqueurs de coupe.

## Compétition

### Phase finale
| # | Équipe          | Pts | J | G | P | Sp | Sc | Ratio | Pp  | Pc  | Ratio |
| - | --------------- | --- | - | - | - | -- | -- | ----- | --- | --- | ----- |
| 1 | Panini Modène   | 5   | 3 | 2 | 1 | 7  | 3  | 2.333 | 133 | 110 | 1.209 |
| 2 | Steaua Bucarest | 5   | 3 | 2 | 1 | 6  | 5  | 1.2   | 137 | 136 | 1.007 |
| 3 | CSKA Sofia      | 4   | 3 | 1 | 2 | 5  | 7  | 0.714 | 144 | 149 | 0.966 |
| 4 | Dinamo Moscou   | 4   | 3 | 1 | 2 | 3  | 6  | 0.5   | 103 | 122 | 0.844 |

| Date     | Match                           | Résultat | Sets  | Sets  | Sets  | Sets  | Sets  | Total Points |
| Date     | Match                           | Résultat | 1     | 2     | 3     | 4     | 5     | Total Points |
| -------- | ------------------------------- | -------- | ----- | ----- | ----- | ----- | ----- | ------------ |
| 21.02.86 | Panini Modène - CSKA Sofia      | 1 - 3    | 9-15  | 15-10 | 10-15 | 7-15  | -     | 41-55        |
| 21.02.86 | Steaua Bucarest - Dinamo Moscou | 3 - 0    | 15-13 | 15-6  | 15-13 | -     | -     | 45-32        |
| 22.02.87 | Dinamo Moscou - Panini Modène   | 0 - 3    | 6-15  | 15-17 | 5-15  | -     | -     | 26-47        |
| 22.02.88 | CSKA Sofia - Steaua Bucarest    | 2 - 3    | 15-10 | 7-15  | 15-8  | 11-15 | 11-15 | 59-63        |
| 23.02.87 | Dinamo Moscou - CSKA Sofia      | 3 - 0    | 15-12 | 15-8  | 15-10 | -     | -     | 45-30        |
| 23.02.88 | Panini Modène - Steaua Bucarest | 3 - 0    | 15-12 | 15-6  | 15-11 | -     | -     | 45-29        |